# Harvey Elliott
Harvey Elliott (sinh ngày 4 tháng 4 năm 2003) là cầu thủ bóng đá người Anh hiện đang chơi ở vị trí tiền đạo cánh cho câu lạc bộ Liverpool.

## Tuổi thơ
Harvey Daniel James Elliott sinh ngày 4 tháng 4 năm 2003 tại Chertsey, Surrey. Anh ấy yêu thích bóng đá từ khi còn nhỏ và lớn lên với việc ủng hộ Liverpool. Cha của anh ấy, Scott, đã dạy dỗ anh ấy để anh ấy có thể phát triển thái độ chuyên nghiệp đối với việc tập luyện. Elliott gia nhập học viện trẻ của Queens Park Rangers khi còn nhỏ, sau khi bị Chelsea từ chối vì "quá nhỏ".

## Sự nghiệp câu lạc bộ

### Fulham
Elliott được Fulham ký hợp đồng với học viện khi lên 18 tuổi. Anh ra mắt đội một Fulham vào ngày 25 tháng 9 năm 2018 ở tuổi 15 tại vòng 3 EFL Cup trên sân khách trước Millwall, vào sân thay người ở phút thứ 81 cho Floyd Ayité trong chiến thắng 3-1. Cùng ngày hôm đó, anh đã đến trường Coombe Boys' ở New Malden, Greater London và quay lại trường vào sáng hôm sau. Ở tuổi 15 và 174 ngày, anh đã trở thành cầu thủ trẻ nhất trong đội một của Fulham và là cầu thủ trẻ nhất từng thi đấu ở giải đấu này.
Ngày 4 tháng 5 năm 2019, Elliott ra mắt Premier League trong trận đấu với Wolverhampton Wanderers khi vào sân thay người cho André-Frank Zambo Anguissa ở phút thứ 88 của trận đấu. Anh trở thành cầu thủ trẻ nhất ra mắt Premier League vào thời điểm đó, ở tuổi 16 và 30 ngày, phá vỡ kỷ lục trước đó được thiết lập vào năm 2007 bởi Matthew Briggs, một cầu thủ khác của Fulham.

### Liverpool

#### Mùa giải 2019-20

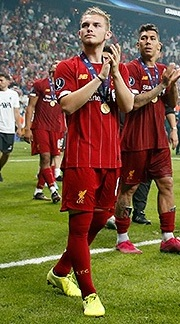
Elliott sau khi vô địch UEFA Super Cup 2019 cùng Liverpool

Elliott ký hợp đồng với câu lạc bộ Liverpool ở Premier League vào ngày 28 tháng 7 năm 2019 với giá phí không được tiết lộ. Anh ra mắt câu lạc bộ vào ngày 25 tháng 9 trong trận đấu EFL Cup mùa giải đó gặp Milton Keynes Dons. Ở tuổi 16 năm và 174 ngày, anh trở thành cầu thủ trẻ nhất từng đá chính cho câu lạc bộ, và cầu thủ trẻ thứ hai từng ra sân trong một trận đấu chính thức sau Jerome Sinclair. Tháng sau đó, trong trận thắng Arsenal 5-4 trên chấm phạt đền (sau khi hòa 5-5 sau hiệp phụ) ở vòng tiếp theo của giải đấu, Elliott trở thành cầu thủ trẻ nhất đá chính tại Anfield, sân nhà của Liverpool, ở tuổi 16 năm và 209 ngày. Anh ra mắt Premier League cho Liverpool vào ngày 2 tháng 1 năm 2020, thay thế Mohamed Salah một phút trước khi tiếng còi kết thúc trận đấu trong chiến thắng 2-0 trên sân nhà trước Sheffield United.
Elliott ký hợp đồng chuyên nghiệp đầu tiên với Liverpool vào ngày 6 tháng 7 năm 2020. Vào ngày 10 tháng 2 năm 2021, Ủy ban Bồi thường Bóng đá Chuyên nghiệp độc lập đã yêu cầu Liverpool bồi thường cho Fulham một số tiền không được tiết lộ cho việc chuyển nhượng Elliott. Liverpool xác nhận phí chuyển nhượng là 1,5 triệu bảng Anh, cộng với 2,8 triệu bảng Anh tiền thưởng. Đây là mức phí kỷ lục cho một cầu thủ 16 tuổi vào thời điểm đó.

#### 2020-2021: Cho mượn đến Blackburn Rovers
Vào tháng 10 năm 2020, Elliott gia nhập câu lạc bộ Blackburn Rovers ở Championship theo hợp đồng cho mượn một mùa giải. Anh ra mắt giải đấu cho Blackburn trong trận thua 1-3 trên sân khách trước Watford vào ngày 21 tháng 10. Anh ghi bàn thắng đầu tiên cho câu lạc bộ trong chiến thắng 4-0 trên sân khách trước Coventry City vào ngày 24 tháng 10.
Vào tháng 4 năm 2021, Elliott được đề cử cho giải thưởng Cầu thủ trẻ xuất sắc nhất mùa giải của EFL, giải thưởng này cuối cùng đã thuộc về Michael Olise, cầu thủ của Reading. Elliott kết thúc mùa giải 2020-2021 với 7 bàn thắng và 11 pha kiến tạo. Anh cũng được Blackburn Rovers trao giải Bàn thắng đẹp nhất mùa giải cho pha lập công vào lưới Millwall vào tháng 12 năm 2020. Elliott trở lại Liverpool sau khi mùa giải Championship kết thúc vào tháng 5 năm 2021.

#### Mùa giải 2021-22
Elliott đã ký hợp đồng dài hạn mới với Liverpool vào ngày 9 tháng 7 năm 2021. Elliott ra mắt Premier League cho Liverpool vào ngày 21 tháng 8 năm 2021, anh đá chính và chơi trọn vẹn 90 phút trong chiến thắng 2-0 trước Burnley. Vào ngày 12 tháng 9 năm 2021, Elliott đã bị trật khớp cổ chân trong một pha tranh chấp với hậu vệ Pascal Struijk của Leeds United trong chiến thắng 3-0 trên sân khách. Sau chấn thương, Liverpool xác nhận rằng Elliott cần phẫu thuật. Vào ngày 14 tháng 9, Elliott đã phẫu thuật thành công ở London, và câu lạc bộ vẫn hy vọng anh sẽ trở lại thi đấu trước khi mùa giải 2021-22 kết thúc.
Elliott trở lại đội 1 Liverpool vào ngày 6 tháng 2 năm 2022, trong trận đấu vòng 4 FA Cup gặp Cardiff City. Anh vào sân thay người ở phút thứ 58 và ghi bàn thắng đầu tiên cho Liverpool trong chiến thắng 3-1 của đội nhà.
Vào ngày 16 tháng 2 năm 2022, cầu thủ này đã có trận ra mắt Champions League. Anh ấy được xếp tên vào đội hình xuất phát cho trận đấu vòng 1/8 gặp Inter Milan, một trong những đội bóng hàng đầu của Ý. Anh ấy đã chơi 60 phút trước khi bị thay ra bởi Naby Keïta.
Vào phút 79 của trận chung kết EFL Cup 2022, anh ấy vào sân thay cho đội trưởng Jordan Henderson và chơi nốt những phút còn lại của trận đấu, bao gồm cả hiệp phụ. Trận đấu kết thúc với tỷ số hòa 0-0 và Elliott ghi bàn thắng thứ 9 cho đội nhà trong loạt sút luân lưu, giúp họ giành chiến thắng 11-10, để nâng cao chiếc cúp EFL đầu tiên sau 10 năm. Liverpool suýt nữa đã giành được cú ăn tư lịch sử, nhưng chỉ về nhì ở Premier League và UEFA Champions League 2021-2022, và giành được cả EFL Cup và FA Cup.

#### 2022–nay
Elliott ghi bàn thắng đầu tiên tại Premier League cho Liverpool trong chiến thắng 9-0 trước Bournemouth vào ngày 27 tháng 8 năm 2022. Elliott trở thành trụ cột của đội một, thay thế Jordan Henderson khi đội trưởng vắng mặt, và nhận được nhiều lời khen ngợi cho màn trình diễn xuất sắc trước Newcastle United. Elliott ghi bàn thắng đầu tiên tại Champions League cho Liverpool trong chiến thắng 7-1 trước Rangers vào ngày 12 tháng 10 năm 2022. Bàn thắng của Elliott là bàn thắng thứ 6 cho Liverpool trong trận đấu, và nó đến từ pha dứt điểm bật ra của Diogo Jota. Đây là thất bại nặng nề nhất của Rangers ở đấu trường châu Âu, và cũng là lần đầu tiên họ để thủng lưới 7 bàn tại Ibrox. Chỉ hai tuần sau khi ghi bàn thắng đầu tiên tại Champions League, Elliott đã ghi bàn thắng thứ hai trong chiến thắng 3-0 trên sân khách trước Ajax tại Johan Cruyff Arena. Bàn thắng của Elliott là bàn thắng thứ ba của Liverpool trong trận đấu, và nó đã giúp đội bóng giành vé vào vòng loại trực tiếp. Vào cuối mùa giải 2022–23, Liverpool đã suýt lọt vào vòng loại UEFA Champions League.

## Sự nghiệp quốc tế
Elliott được triệu tập lên đội tuyển Anh dưới 17 tuổi lần đầu tiên vào tháng 10 năm 2018. Anh ghi bàn thắng đầu tiên cho đội tuyển này vào tháng 11, trong trận đấu gặp Cộng hòa Ireland trên sân khách.
Elliott được triệu tập vào đội tuyển Anh dưới 17 tuổi tham dự Cúp Syrenka 2019, một giải đấu giao hữu thường được tổ chức trước vòng loại Giải vô địch bóng đá U17 châu Âu. Elliott ghi bàn thắng mở tỷ số của trận chung kết trên chấm phạt đền, giúp đội tuyển Anh dưới 17 tuổi hòa 2-2 với đội chủ nhà Ba Lan. Đội tuyển Anh sau đó giành chiến thắng 3-1 sau loạt sút luân lưu, qua đó giành chức vô địch.
Elliott ra mắt đội tuyển U21 Anh vào ngày 25 tháng 3 năm 2022 trong chiến thắng 4-1 trước Andorra tại Dean Court trong vòng loại Giải vô địch U21 châu Âu 2023.
Vào ngày 14 tháng 6 năm 2023, Elliott được triệu tập vào đội tuyển Anh tham dự Giải vô địch bóng đá U21 châu Âu 2023; giải đấu mà Young Lions cuối cùng đã giành được.

## Cuộc sống cá nhân
Là một fan hâm mộ Liverpool từ lâu, anh đã cùng cha mình, Scott, đến xem trận Chung kết UEFA Champions League 2018 tại Kyiv. Là bạn thân của Fábio Carvalho, họ đã cùng học chung trường và trải qua học viện Fulham, và anh cũng đã khuyên Carvalho gia nhập Liverpool.
Elliott là một người hâm mộ của Boston Celtics và đã tham dự nhiều trận đấu của họ. Anh ấy coi đồng đội Mohamed Salah là một người bạn và người cố vấn, người đã giúp đỡ anh trong mùa giải 2021-22. Salah đã tư vấn cho Elliott về chế độ ăn uống và tập luyện.

## Thống kê sự nghiệp
Tính đến ngày 16 tháng 2 năm 2022
| Câu lạc bộ              | Mùa giải  | Giải vô địch   | Giải vô địch | Giải vô địch | Cúp quốc gia | Cúp quốc gia | Cúp liên đoàn | Cúp liên đoàn | Châu Âu | Châu Âu | Khác | Khác | Tổng cộng | Tổng cộng |
| Câu lạc bộ              | Mùa giải  | Hạng đấu       | Trận         | Bàn          | Trận         | Bàn          | Trận          | Bàn           | Trận    | Bàn     | Trận | Bàn  | Trận      | Bàn       |
| ----------------------- | --------- | -------------- | ------------ | ------------ | ------------ | ------------ | ------------- | ------------- | ------- | ------- | ---- | ---- | --------- | --------- |
| U-21 Fulham             | 2018–19   | —              | —            | —            | —            | —            | —             | —             | —       | —       | 1    | 0    | 1         | 0         |
| Fulham                  | 2018–19   | Premier League | 2            | 0            | 0            | 0            | 1             | 0             |         |         | —    | —    | 3         | 0         |
| U-21 Liverpool          | 2019–20   | —              | —            | —            | —            | —            | —             | —             | —       | —       | 1    | 1    | 1         | 1         |
| Liverpool               | 2019–20   | Premier League | 2            | 0            | 3            | 0            | 3             | 0             | 0       | 0       | 0    | 0    | 8         | 0         |
| Liverpool               | 2020–21   | Premier League | 0            | 0            | —            | —            | 1             | 0             | —       | —       | 0    | 0    | 1         | 0         |
| Liverpool               | 2021–22   | Premier League | 5            | 0            | 1            | 1            | 0             | 0             | 1       | 0       | —    | —    | 7         | 1         |
| Liverpool               | Tổng cộng | Tổng cộng      | 7            | 0            | 4            | 1            | 4             | 0             | 1       | 0       | 0    | 0    | 16        | 1         |
| Blackburn Rovers (mượn) | 2020–21   | Championship   | 41           | 7            | 1            | 0            | —             | —             | —       | —       | —    | —    | 42        | 7         |
| Tổng cộng               | Tổng cộng | Tổng cộng      | 50           | 7            | 5            | 1            | 5             | 0             | 1       | 0       | 2    | 1    | 63        | 9         |

## Danh hiệu
Liverpool
- Premier League: 2024–25
- FA Cup: 2021–22
- EFL Cup: 2021–22,[56] 2023–24
- FA Community Shield: 2022[57]
- UEFA Super Cup: 2019[58]
- FIFA Club World Cup: 2019[59]
- Á quân UEFA Champions League: 2021–22

U21 Anh
- Giải vô địch U21 châu Âu: 2023[60]

Cá nhân
- Bàn thắng đẹp nhất mùa giải của Blackburn Rovers: 2020–21[28]